# Divergente plaatgrens

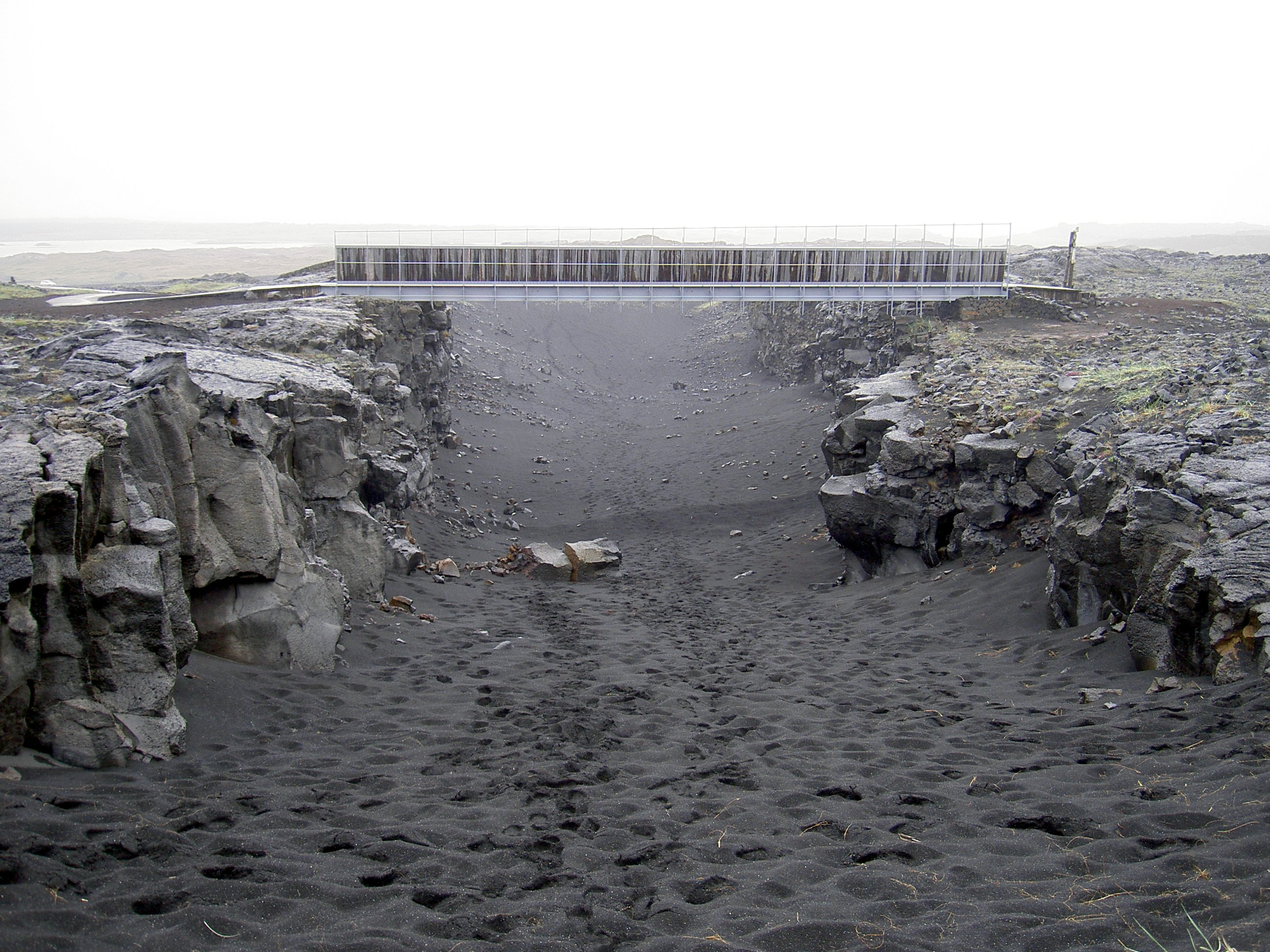
Een brug verbindt de beide zijden van de divergente plaatgrens die de Europese van de Noord-Amerikaanse plaat scheidt op Reykjanes, IJsland.

Een divergente of constructieve plaatgrens is in de plaattektoniek een grens tussen twee tektonische platen, waar de beweging divergent is (de platen bewegen van elkaar af).
Bij divergente plaatgrenzen beweegt de lithosfeer uit elkaar, zodat materiaal uit de diepere en warmere asthenosfeer omhoog stroomt naar het oppervlak. Dit gaat gepaard met vulkanisme en de vorming van nieuwe oceanische korst aan de plaatgrens. Beide platen groeien daardoor gemiddeld met dezelfde snelheid aan bij de plaatgrens.
Divergente plaatgrenzen doorlopen een aantal stadia van ontwikkeling: 
- Het eerste stadium is als door extensie in de aardkorst horsten en slenken ontstaan, wat tektonisch gezien leidt tot de vorming van een graben. Voorbeelden hiervan zijn de Grote Slenk in de Afrikaanse plaat of de Boven-Rijnslenk in de Europese plaat.
- Deze graben zal breder en dieper worden tot een rift ontstaat, begrensd door riftschouders aan weerszijden. Een voorbeeld hiervan is de rift door de Dode Zee.
- Uiteindelijk is de korst zo dun geworden dat de asthenosfeer aan de oppervlakte komt en oceanische korst gevormd wordt. De plaatgrens onder de Rode Zee, tussen de Afrikaanse en de Arabische plaat is een voorbeeld van een plaatgrens waar nog weinig oceanische korst gevormd is. Als het oceanische bekken groeit, ontstaat een oceaan. De divergente plaatgrens vormt dan een mid-oceanische rug, een voorbeeld is de Mid-Atlantische Rug.